# Eutoea heteromorpha
Eutoea heteromorpha là một loài bướm đêm trong họ Geometridae.